# Tonalea, Arizona
Tonalea, Arizona (енгл. Tonalea) насељено је место без административног статуса у америчкој савезној држави Аризона.

## Демографија
По попису из 2010. године број становника је 549, што је 13 (-2,3%) становника мање него 2000. године.
| Група             | 2000.    | 2010.    |
| Белци             | 3 (0,5%) | 1 (0,2%) |
| Афроамериканци    | 0 (0,0%) | 0 (0,0%) |
| Азијати           | 0 (0,0%) | 0 (0,0%) |
| Хиспаноамериканци | 5 (0,9%) | 6 (1,1%) |
| Укупно            | 562      | 549      |